# Eglė Savickaitė
Eglė Savickaitė (* 5. November 2004 in Anykščiai) ist eine litauische Skilangläuferin.

## Werdegang
Savickaitė trat international erstmals bei den Olympischen Jugend-Winterspielen 2020 in Lausanne in Erscheinung. Dort belegte sie den 68. Platz im Cross, den 65. Rang über 5 km klassisch und den 63. Platz im Sprint. Bei den Junioren-Skiweltmeisterschaften 2020 in Oberwiesenthal lief sie auf den 84. Platz über 5 km klassisch, auf den 83. Rang im Sprint und auf den 16. Platz mit der Staffel. Ihre besten Platzierungen bei den Junioren-Skiweltmeisterschaften 2021 in Vuokatti waren der 63. Platz im 15-km-Massenstartrennen sowie der 17. Rang mit der Staffel und bei den Nordischen Skiweltmeisterschaften 2021 in Oberstdorf der 81. Platz im Sprint sowie der 15. Rang mit der Staffel. In der Saison 2021/22 belegte sie bei den Olympischen Winterspielen 2022 in Peking den 89. Platz über 10 km klassisch, den 82. Rang im Sprint sowie zusammen mit Ieva Dainytė den 23. Platz im Teamsprint und bei den Junioren-Skiweltmeisterschaften 2022 in Lygna den 73. Platz im Sprint, den 72. Rang über 5 km klassisch sowie den 17. Platz mit der Staffel. Zudem wurde sie im Januar 2022 litauische Meisterin im Sprint. Ihre besten Ergebnisse beim Europäischen Olympischen Winter-Jugendfestival 2022 in Vuokatti waren der 35. Platz im Sprint und der 17. Rang mit der Mixed-Staffel.

## Teilnahmen an Weltmeisterschaften und Olympischen Winterspielen

### Olympische Spiele
- 2022 Peking: 23. Platz Teamsprint klassisch, 82. Platz Sprint Freistil, 89. Platz 10 km klassisch

### Nordische Skiweltmeisterschaften
- 2021 Oberstdorf: 15. Platz Staffel, 26. Platz Teamsprint Freistil, 81. Platz Sprint klassisch, 98. Platz 10 km Freistil
- 2025 Trondheim: 19. Platz Staffel, 25. Platz Teamsprint klassisch, 84. Platz 10 km klassisch, 85. Platz Sprint Freistil